# Coq (astrologie chinoise)
 (signalé en juillet 2025).
Si vous disposez d'ouvrages ou d'articles de référence ou si vous connaissez des sites web de qualité traitant du thème abordé ici, merci de compléter l'article en donnant les références utiles à sa vérifiabilité et en les liant à la section « Notes et références ».
- Archive Wikiwix
- Bing
- Cairn
- DuckDuckGo
- E. Universalis
- Gallica
- Google
- G. Books
- G. News
- G. Scholar
- Persée
- Qwant
- (zh) Baidu
- (ru) Yandex
- (wd) trouver des œuvres sur Wikidata

Pour les articles homonymes, voir Coq (homonymie).

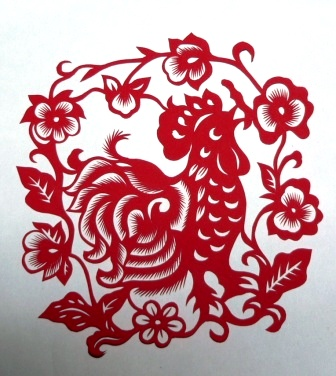
Kirigami du Coq.

Le Coq (鷄) est le dixième animal dans l'ordre d'arrivée qui apparaît dans le zodiaque chinois, lié au calendrier chinois. 

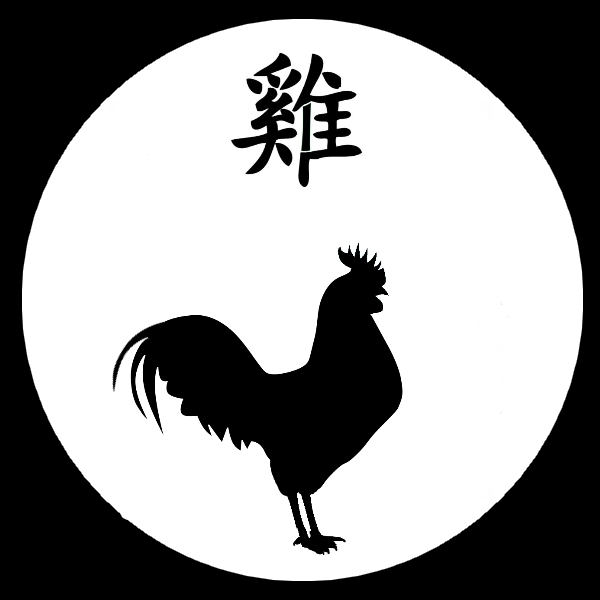
Signe astrologique chinois du Coq.

## Les années et les cinq éléments
| Date initiale    | Date finale      | Élément    |
| ---------------- | ---------------- | ---------- |
| 26 janvier 1933  | 13 février 1934  | Eau (水)   |
| 13 février 1945  | 1er février 1946 | Bois (木)  |
| 31 janvier 1957  | 17 février 1958  | Feu (火)   |
| 17 février 1969  | 5 février 1970   | Terre (土) |
| 5 février 1981   | 24 janvier 1982  | Métal (金) |
| 23 janvier 1993  | 9 février 1994   | Eau (水)   |
| 9 février 2005   | 28 janvier 2006  | Bois (木)  |
| 28 janvier 2017  | 15 février 2018  | Feu (火)   |
| 13 février 2029  | 2 février 2030   | Terre (土) |
| 1er février 2041 | 21 janvier 2042  | Métal (金) |

## Éléments astrologiques de base
| Branche terrestre de l'année de naissance | Yǒu (酉)                                         |
| Les cinq éléments                         | Métal (金)                                       |
| Yin yang                                  | Yin (陰)                                         |
| Mois lunaire                              | 8e mois lunaire                                  |
| Point cardinal                            | Ouest (西)                                       |
| Heure (période)                           | 17 h à 19 h                                      |
| Chiffres porte-bonheur                    | 5, 7, 8 ; à éviter : 1, 3, 9                     |
| Fleurs porte-bonheur                      | Glaïeul, impatiens, crête de coq                 |
| Couleurs porte-bonheur                    | Doré, brun, ocre, jaune ; à éviter : blanc, vert |

Les huit dernières années du Coq furent 2017, 2005, 1993, 1981, 1969, 1957, 1945 et 1933. Cette année zodiacale fut donc celle du premier engin spatial posé sur un objet céleste situé au-delà de la planète Mars, la sonde Huygens sur Titan (14 janvier 2005), celle du premier lancement d'une Navette spatiale américaine (12 avril 1981), celle du premier homme sur la Lune (21 juillet 1969), celle du lancement du premier satellite artificiel, le spoutnik 1 (4 octobre 1957), celle où fut utilisé de façon massive le premier missile de croisière à longue portée, le V2 (de novembre 1944 à mai 1945) et enfin, celle où eut lieu le premier lancement par les Soviétiques d'une fusée à carburant liquide, le GIRD (17 août 1933).